# Pato Banton

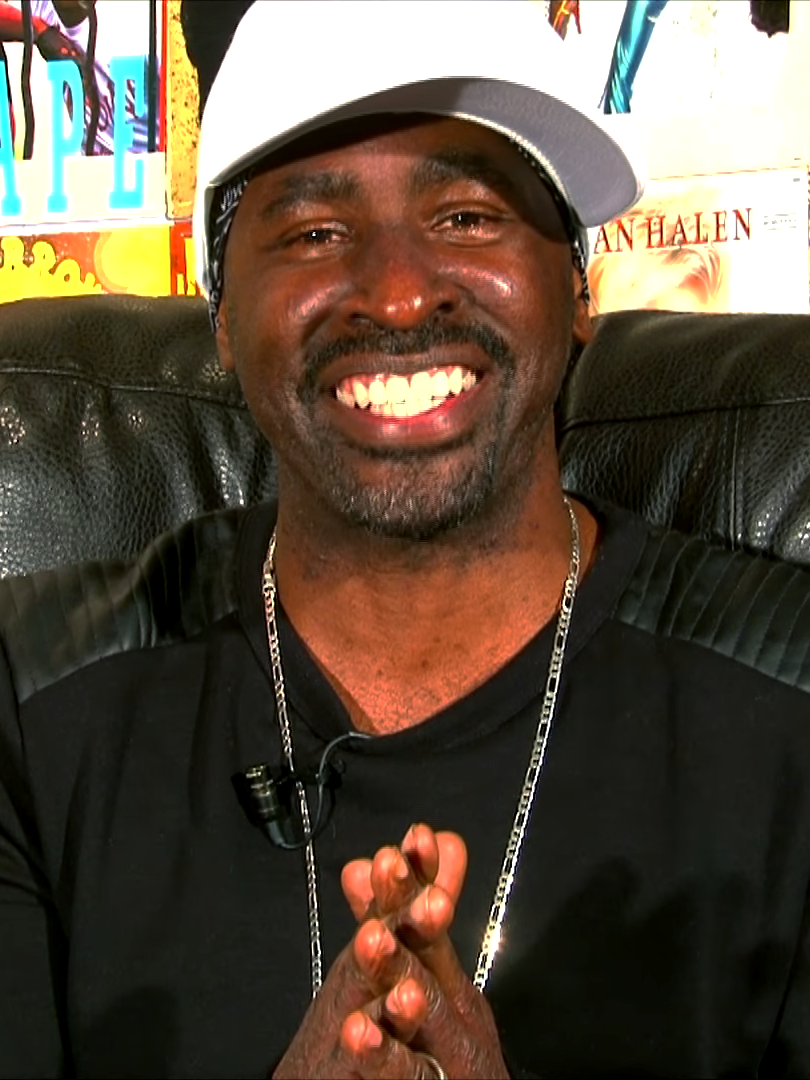
Pato Banton (2015)

Pato Banton (* 5. Oktober 1961 in London als Patrick Murray) ist ein britischer Dancehall-Reggae-Sänger.

## Karriere
Murray wurde in London geboren, zog aber bereits im Alter von acht Jahren nach Birmingham. Schon in den 1970er Jahren gab ihm sein Stiefvater, der jamaikanische DJ Lester Daley, Gelegenheit, seine musikalischen Talente zu üben. Er ließ den Jungen als MC bei seinem „V-Rocket Reggae Sound System“ mitmachen. Bald bekam er den Spitznamen Pato. Bei einem Talentwettbewerb, den er gewann, lernte er Roger „Ranking“ Charlery, einen der Juroren, kennen. 1982 produzierte Pato erste Aufnahmen mit dessen Band The English Beat und hatte mit dem Lied Pato and Roger a Go Talk einen Gastauftritt auf deren Album Special Beat Service.
1987 erschien sein Solo-Debütalbum Never Give In. 1990 folgte Wize Up! (No Compromize), darauf war eine Coverversion des Police-Liedes Spirits in the Material World, die für Pato Banton zum ersten Hit wurde. Auf der Platte war auch ein gemeinsamer Titel mit David Hinds von Steel Pulse. Im selben Jahr entstand in Zusammenarbeit mit Mad Professor das Dub-Album Mad Professor Recaptures Pato Banton, dann ein Live-Album. 1992 kam Universal Love heraus. 1994 brachte Pato Banton mit Collections sein nächstes Album heraus und eine weitere Coverversion wurde zu einem Hit, der die bisherigen Erfolge übertraf. Das im Original von Eddy Grant stammende Stück Baby Come Back, von Pato Banton gemeinsam mit Robin und Ali Campbell von UB40 gesungen, war vier Wochen lang die Nummer 1 in den britischen Musik-Charts und unter den Top 5 in 20 anderen Ländern.
Weitere Alben kamen danach in nicht mehr ganz so rascher Folge heraus. Life Is a Miracle erreichte 2001 eine Grammy-Nominierung als Best Reggae Album.

## Diskografie

### Alben
- 1985: Mad Professor Captures Pato Banton (mit Mad Professor)
- 1987: Never Give In
- 1989: Visions of the World
- 1989: Mad Professor Recaptures Pato Banton (mit Mad Professor)
- 1990: Wize Up! (No Compromize)
- 1991: Live & Kickin All Over America
- 1992: Universal Love
- 1996: Stay Positive (mit The Reggae Revolution)
- 1997: Reggae Giants
- 1999: Live in Brazil (mit The Reggae Revolution)
- 2000: Life Is a Miracle
- 2003: Tudo de Bom – Live in Brazil (mit The Reggae Revolution)
- 2003: Reggaecoolsexy (Vol. 2)
- 2007: Positive Vibrations
- 2008: Pato Banton and Friends
- 2008: Destination Paradise
- 2011: New Day / Dawning
- 2011: Golden Oldies 1982–1992
- 2012: The Words of Christ (Box mit 7 CDs)

### Kompilationen
- 1994: Collections (mit The Reggae Revolution)
- 1996: M.O.M Volume 1
- 1997: M.O.M Volume 2
- 1997: Ariwa Sounds – Ras Portraits
- 1999: Andre Derizans & Friends
- 2000: Tippa Irie & Rappa Robert – Think Twice
- 2001: Tippa Irie – I Miss
- 2001: Simply the Best Reggae Ever
- 2002: Planet Womad
- 2002: Common Sense – Common Sense
- 2004: Step into Liquid
- 2008: The Best of Pato Banton
- 2008: Positive Vibrations (A Collection of Pato Banton Classics)

### Singles
| Jahr | Titel Album                                 | Höchstplatzierung, Gesamtwochen, AuszeichnungChartplatzierungen (Jahr, Titel, Album, Platzierungen, Wochen, Auszeichnungen, Anmerkungen) | Höchstplatzierung, Gesamtwochen, AuszeichnungChartplatzierungen (Jahr, Titel, Album, Platzierungen, Wochen, Auszeichnungen, Anmerkungen) | Höchstplatzierung, Gesamtwochen, AuszeichnungChartplatzierungen (Jahr, Titel, Album, Platzierungen, Wochen, Auszeichnungen, Anmerkungen) | Höchstplatzierung, Gesamtwochen, AuszeichnungChartplatzierungen (Jahr, Titel, Album, Platzierungen, Wochen, Auszeichnungen, Anmerkungen) | Anmerkungen                                                                         |
| Jahr | Titel Album                                 | DE | AT | CH | UK | Anmerkungen                                                                         |
| ---- | ------------------------------------------- | --- | --- | --- | --- | ----------------------------------------------------------------------------------- |
| 1994 | Baby Come Back Collections                  | DE33 (17 Wo.)DE | AT17 (9 Wo.)AT | CH20 (8 Wo.)CH | UK1 Platin · (18 Wo.)UK | feat. Ali und Robin Campbell von UB40 Autor: Eddy Grant, Original: The Equals, 1967 |
| 1995 | Bubbling Hot Collections                    | — | — | — | UK15 (7 Wo.)UK | mit Ranking Roger                                                                   |
| 1996 | Spirits in the Material World Stay Positive | DE68 (6 Wo.)DE | — | — | UK36 (2 Wo.)UK | mit Sting (auch Autor) Original: The Police, 1981                                   |
| 1996 | Groovin’ Stay Positive                      | — | — | — | UK14 (4 Wo.)UK | mit The Reggae Revolution                                                           |

Weitere Singles
- 1982: Pato & Roger (Ago Talk) (mit Ranking Roger)
- 1985: ’Allo Tosh
- 1985: The Boss / It Ain’t What You Do
- 1985: Mash Up the Telly
- 1986: Secret Thunderbird Drinker / Don’t Sniff Coke
- 1986: Bad Man & Woman
- 1986: Tippa and Pato EP: Dance Hall Moves (mit Tippa Irie)
- 1987: A Dog Is a Man’s Best Friend (mit Bubblers Crew)
- 1988: Pato & Roger Come Again (mit Ranking Roger und Steel Pulse)
- 1991: Beams of Light
- 1997: Cupid (Phil Joseph toasted by Pato Banton)
- 1999: I Won’t Let the Sun Go Down on Me (Sunshine feat. Pato Banton)
- 2003: Paid Not Played
- 2012: Nice Up the Session (Dub Pistols Remix)